# Elecciones generales de España de 1896
Las Elecciones Generales de 12 de abril de 1896 en España fueron convocadas en la minoría de edad de Alfonso XIII, siendo regente su madre María Cristina de Habsburgo-Lorena. Su base legal fue la Constitución española de 1876, vigente hasta 1923 en la conocida como Restauración borbónica en España.
Como sucedió en todas las elecciones durante la restauración borbónica en España en estas el resultado estuvo determinado de antemano («encasillado») gracias al sistemático fraude electoral realizado mediante la red caciquil extendida por todo el territorio. En estas elecciones, como en el resto, el gobierno que las convocó las ganó, ya que en el régimen político de la Restauración los gobiernos cambiaban antes de las elecciones y no después como sucedía en los regímenes parlamentarios (no fraudulentos).

## Antecedentes

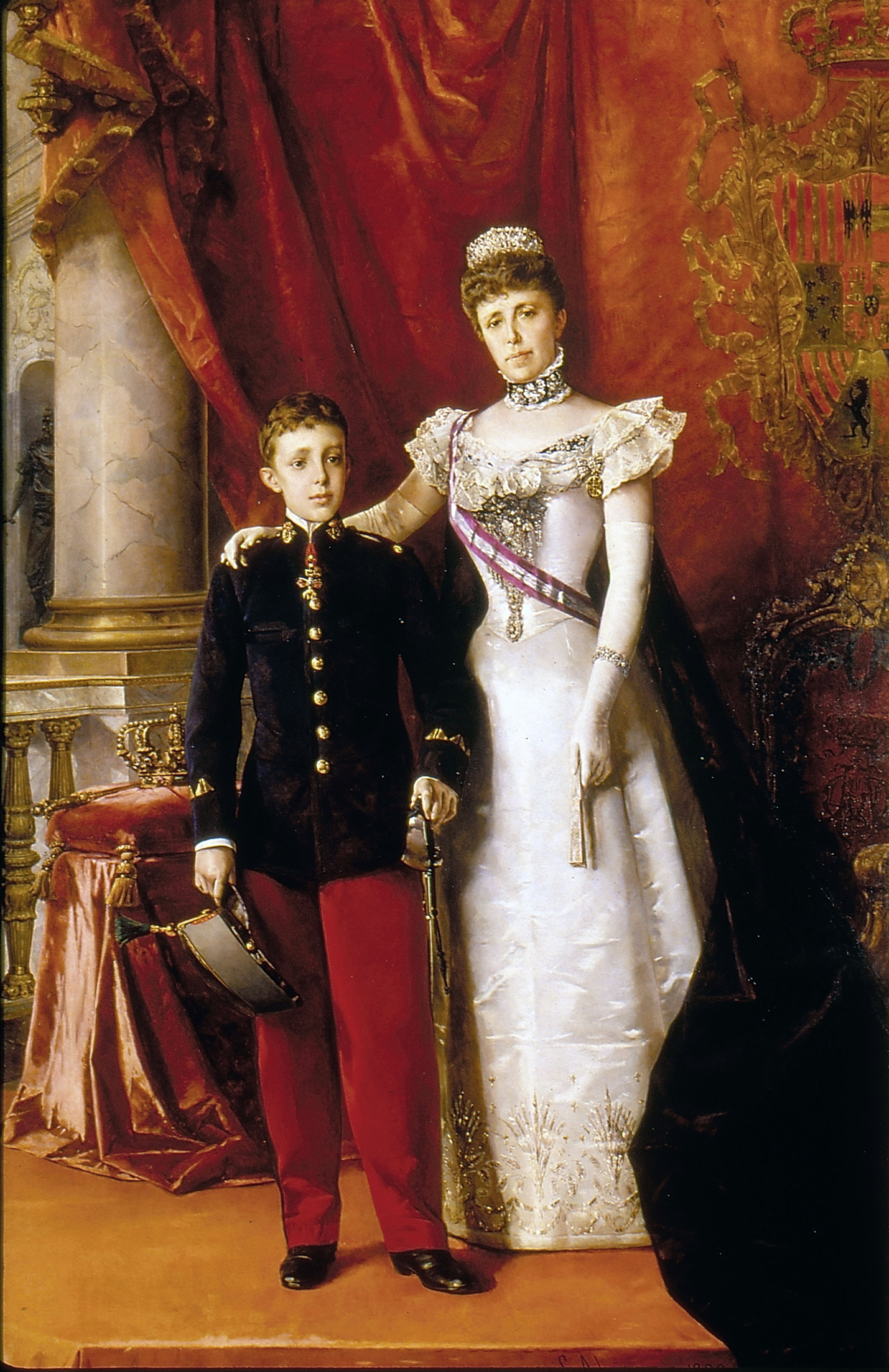
Alfonso XIII y María Cristina la Reina Regente. Cuadro de Luis Álvarez Catalá en 1898.

En base al Pacto de El Pardo de 24 de noviembre de 1885 queda instituido el sistema de turnos pacíficos en ejercicio del poder entre liberales y conservadores, que consolidó la Restauración hasta finales del siglo XIX y principios del XX.
El 26 de junio de 1890 el gobierno liberal-fusionista reimplanta oficialmente el sufragio masculino en el sistema electoral.
El 17 de marzo de 1895 cae el gobierno de Sagasta como consecuencia del asalto a las oficinas de los periódicos El Resumen y El Globo  que criticaron los destinos militares de Cuba.
El 23 de marzo los conservadores de Cánovas forman gobierno.

## Características
El 26 de febrero de 1896 siguiendo el proceso de normalización conforme a lo pactado entre las principales fuerzas políticas, se procedió a la disolución de las Cámaras y a la convocatoria de elecciones legislativas.
Se desconoce el número de votantes para estas elecciones, todos varones mayores de 25 años de edad (sufragio universal masculino). Se eligieron 401 diputados el día 12 de abril de 1896.

## Resultados
Desconocemos los datos de la abstención y como era costumbre de la época se presupone una ostensible manipulación, con victoria de los grupos liberales dinásticos, en este caso conservadores, obteniendo la necesaria mayoría para el ejercicio del gobierno: 274 escaños. 
| Fracción                | Diputados |
| ----------------------- | --------- |
| Conservadores y adictos | 274       |
| Liberales               | 88        |
| Silvelistas             | 10        |
| Carlistas               | 8         |
| Independientes          | 1         |
| Republicanos            | 1         |
| No identificados        | 19        |